# 林雪平
林雪坪（瑞典語：[ˈlɪ̂nːˌɕøːpɪŋ] ⓘ），瑞典东约特兰省城市，同时也是省政府所在地，依照當地華人习惯称之为省会或省城。2010年统计资料显示本市人口为104,232人。

## 概况
林雪平是瑞典著名的“大学城”之一。目前约有学生两万八千余人的林雪平大学在该市的西部和中部分别拥有着“瓦拉校園”（Valla）和“大学医学院”（US）两个主要的校園；该大学还在距离本市东北部不远（火车车程约30分钟）的北雪平拥有一座“北雪平校区”。
本市的城市格言是“Där idéer blir verklighet”，意即“化想法为现实的所在”，明确体现了本市希望将大学的研究资源与本地经济产业完美结合的发展理念。为了切实落实这一理念，本市还在林雪平大学主校区瓦拉校区的正西侧不远规划建成了“麦德维科技产业园区”（Mjärdevi Science Park）。
本市是瑞典历史上建成第二早的教區，并因此也是瑞典的历史文化中心之一，本市的穹顶教堂（Domkyrka）是本市的天际线的坐标，几乎在中心城区的所有地方都可以看到她高耸的尖顶。

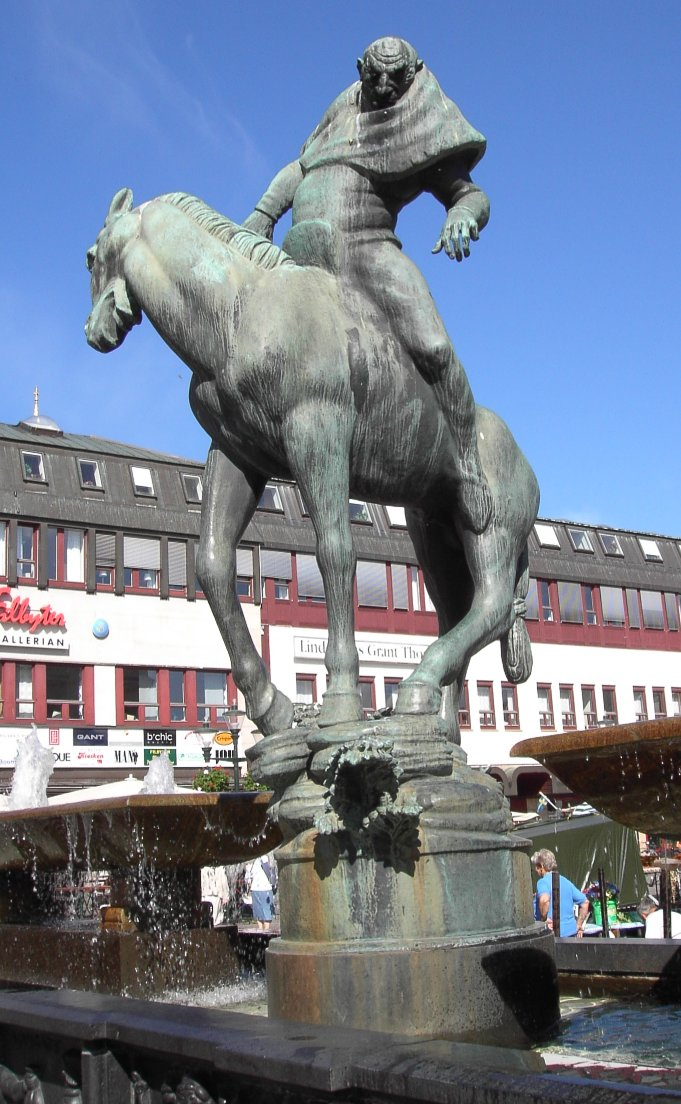
大广场（Stora torget）上的雕像

## 历史

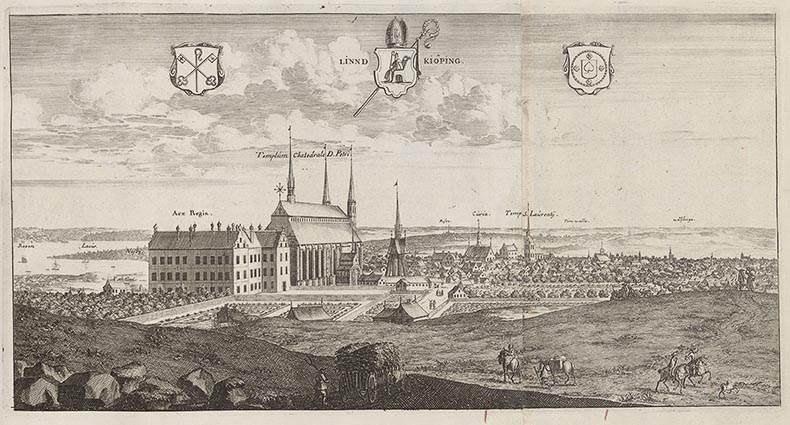
18世纪初期的林雪平

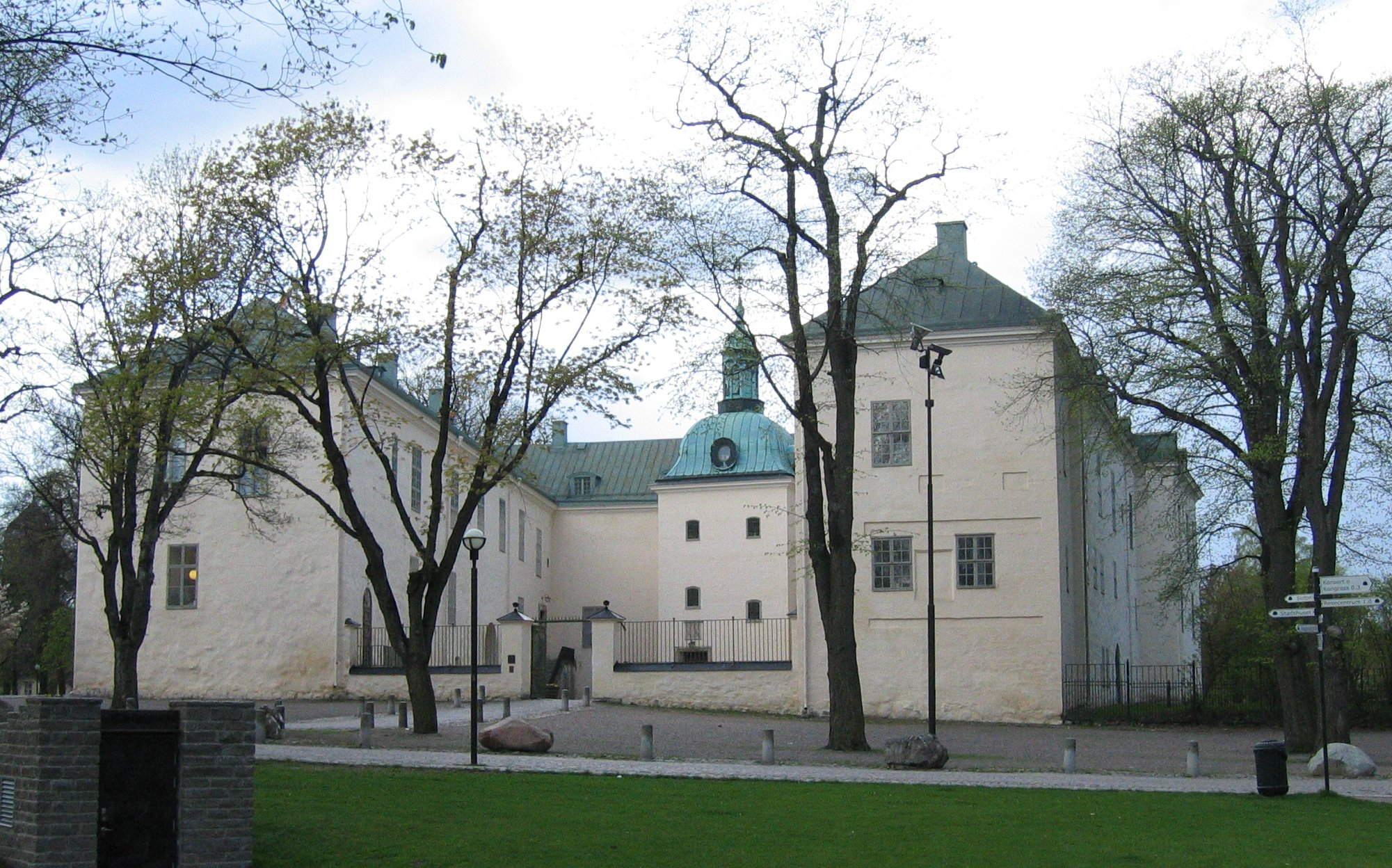
林雪平堡

早在12世纪时，林雪平就已经成为了东约特兰省的教区中心城市。1128年，弗列达修道院在本市建成。这座修道院后来也成为了现在的林雪平穹顶教堂里最古老的一部分。（当然其间也经历了数次毁损和重建。）
13世纪时，也是本特主教的时代，现在的林雪平堡（Linköpings slott，当地一般通称“城堡”，slottet）区域内的部分建筑也建成了。就是我们现在可以看到的，坐落于主教园地裡，临着奥街（Ågatan）的那座长条形的建筑物。不过在13世纪中期，也就是瑞典国王“玛格努斯·拉笃洛斯”（也称“玛格努斯三世”）当政时期，它是属于一座修道院的。林雪平也是当时新的瑞典国王即位后须进行的重要仪式“埃里克之路”（Eriksgata）中的重要一站。
一般来讲，基督教的中心城市大多有良好的教育环境，林雪平也不例外。当地最早的一座教会学校落成于1266年，它同时也是目前已知全瑞典最早建成的。
最后一位以“城堡”作为主教府的是“汉斯·布拉斯克”主教。今天，这里已经成为东约特兰郡政府所在地；同时，这里也被辟为“城堡-穹顶教堂博物馆”。

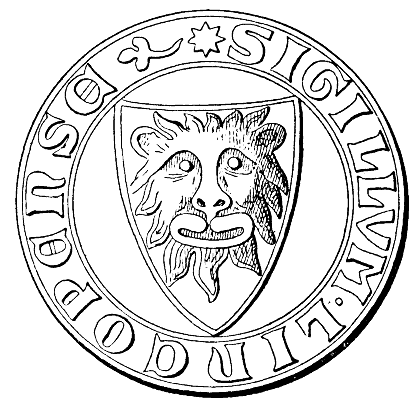
14世纪时的林雪平市徽

1598年，成为后来持续30年之久的波瑞战争导火索的斯通布鲁战役在林雪平附近打响，战役双方为后来成为瑞典国王卡尔九世的卡尔公爵和他的侄子西吉斯蒙德。卡尔公爵最终在战役里获胜。13位国务顾问（riksråd）和一个猎鸟人因为支持希吉斯蒙德一方而被拘捕，经过一年的审判以后，也就是1600年，其中的5人在“林雪平流血事件”（Linköpings blodbad）中被处死。
1627年，瑞典历史上成立第三早的高等学校（gymnasium）——“林雪平高等学校”在林雪平创办。该校传承自本市原先的教会学校，历经各种迥然不同的时代后，现在仍然是一家重要的公立教育机构，它现在的名字是“林雪平大教堂学校”（Katedralskolan i Linköping）——得名于本市最大的林雪平穹顶教堂。
1700年1月29日，林雪平遭遇一场严重的火灾。火势迅速蔓延，以致商业区的几乎所有建筑物全都因此而遭到破坏，只有林雪平堡和穹顶教堂等极少数建筑得以幸免。
20世纪以来，林雪平的城区得到了大幅度的扩展。这得益于1937年著名航空制造业企业薩博集團（SAAB）和1975年林雪平大学在本市的建立。
1987年，林雪平举行了庆祝建城700周年的庆祝活动。
进入21世纪以来，林雪平与其近邻的北雪平一起构成了瑞典的第四大城市群区域。

## 城市景观

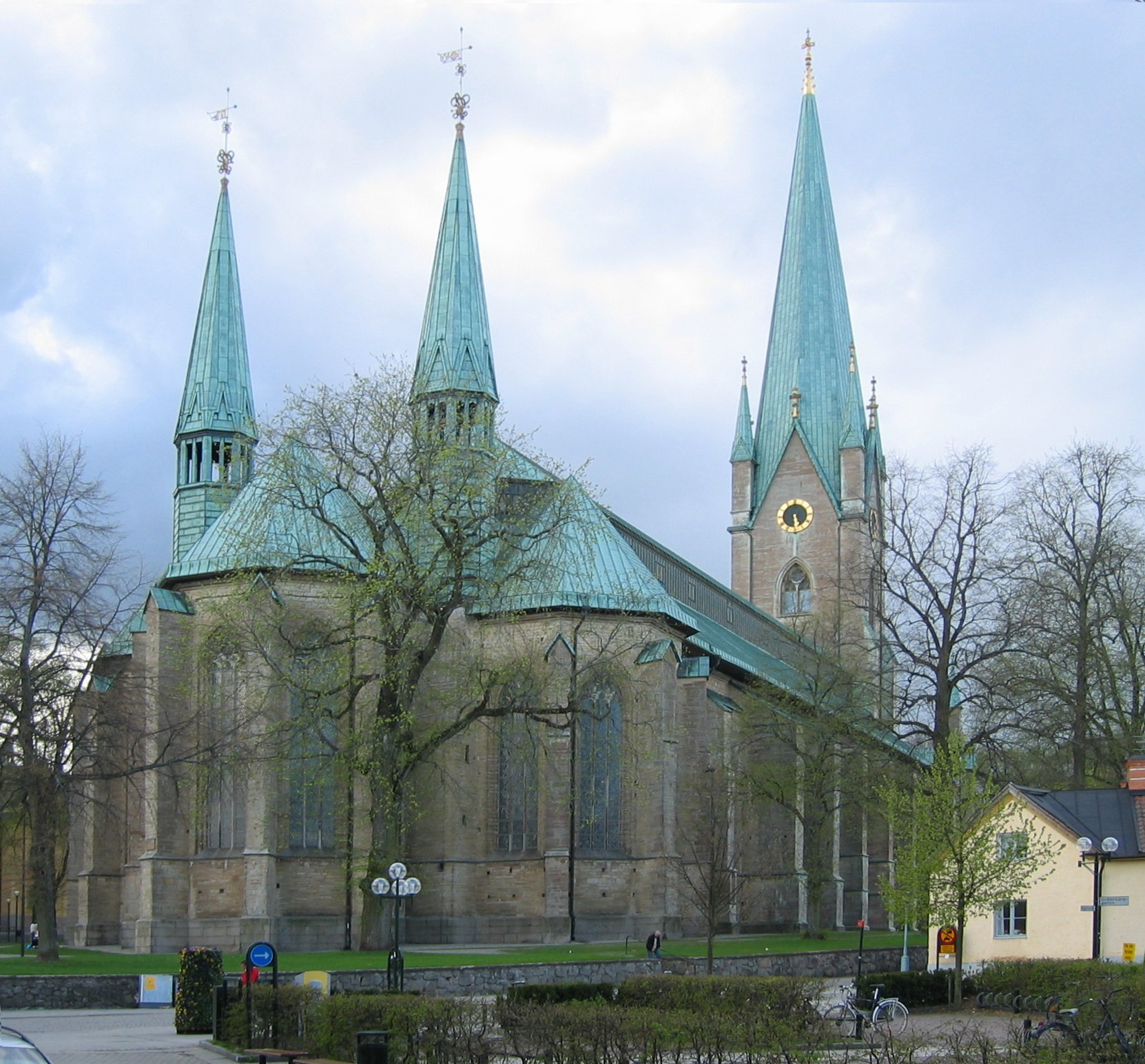
穹顶大教堂

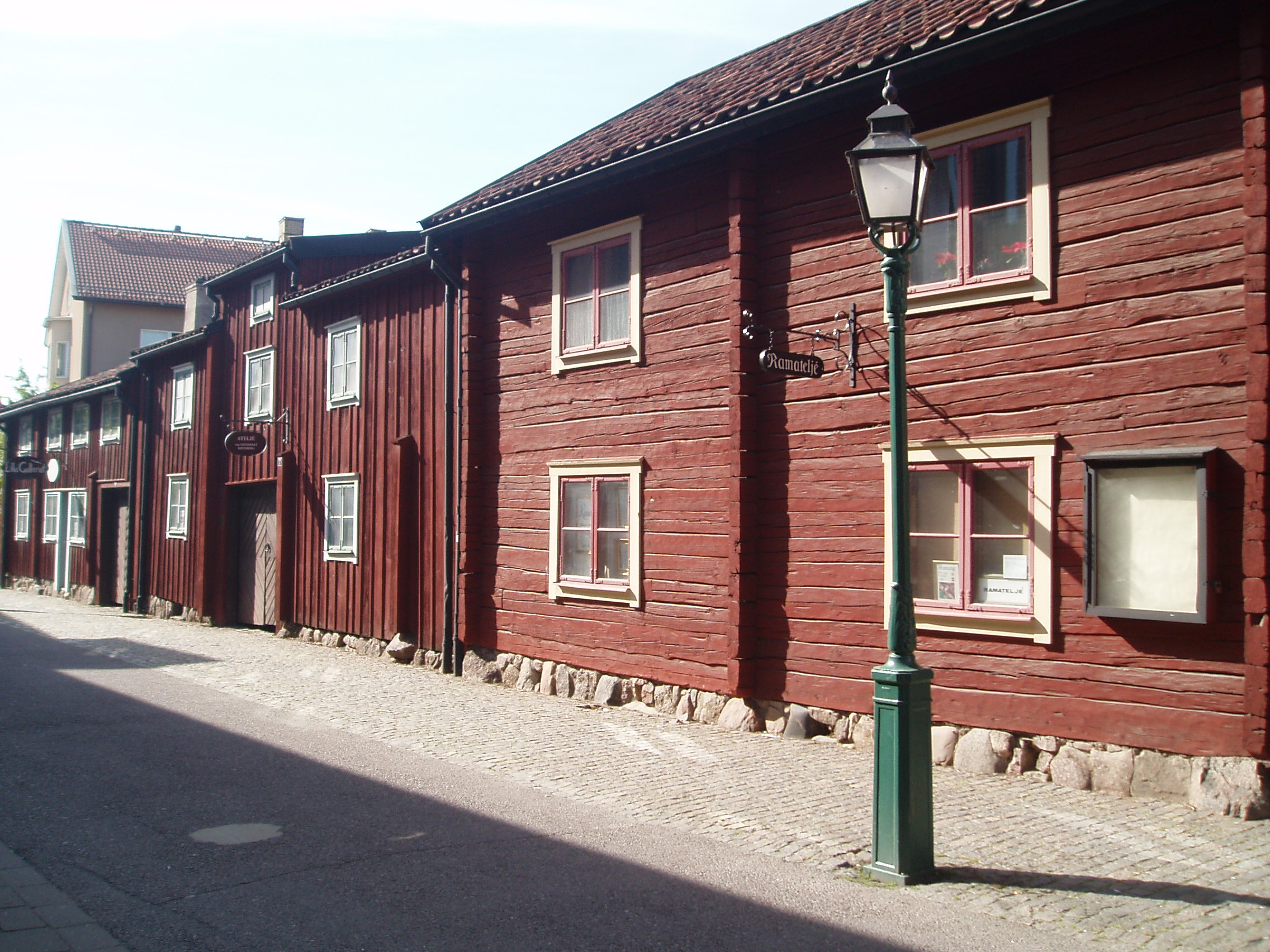
胡内贝利街（Hunnebergsgatan）5号、7号和9号——林雪平保留至今的老式木结构建筑

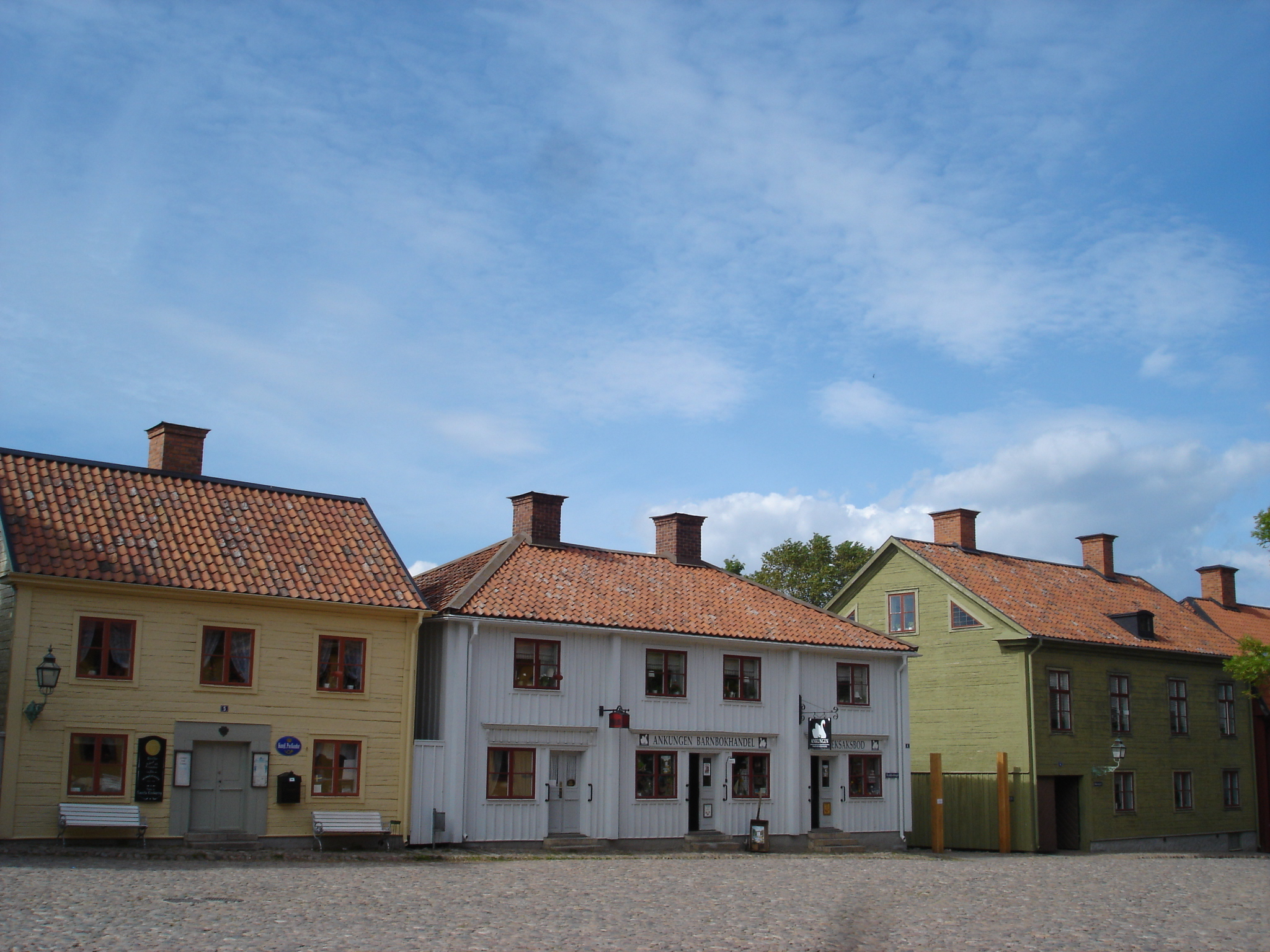
老林雪平

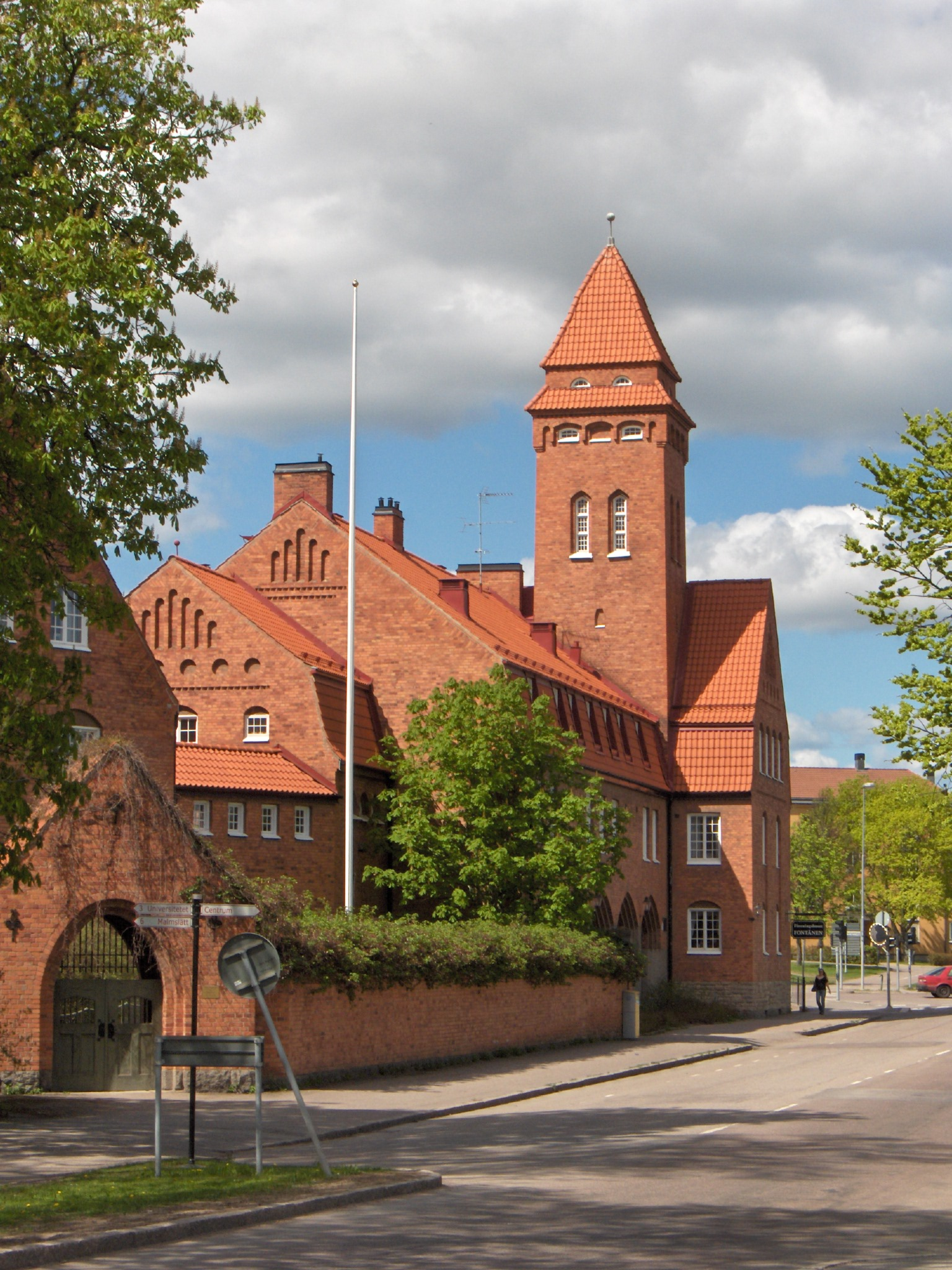
林雪平街边的特色建筑

林雪平的城市素描中，最为显眼的要算林雪平穹顶教堂107米高的塔楼了。而穹顶教堂本身也同样是本市的地标建筑物。作为区域总堂，本教堂采用了哥特式建筑风格，因此，全城的建筑风格都受到其深远的影响。先前，本城曾就城内是否应当限制其他建筑物高度，以保持城市风貌的问题进行过讨论；由此，17层高的高层建筑“王后塔”（Drottningtornet）的建成一时招致了不少争议。
毗邻于穹顶教堂正南面，外墙全部为黄色的市政厅原本是作为教会学校的宿舍而建成的。在同一街区还坐落着林雪平堡和主教府，不过后者以名不副实，它现在实际是东约特兰郡政府办公地点，而主教实际上却在不远处另有府邸。
1950年代至1960年代间，林雪平建成了“老林雪平”（Gamla Linköping）。这是一个汇集瑞典传统样式的木结构建筑物的区域，其中大部分建筑都仍然作为手工工场、博物馆或民居在使用。
林雪平建有一系列颇有趣味的建筑，比如：砖石结构的堡垒型建筑“共济会饭店”（Frimurarhotellet）、“百万大厦”（Miljonpalatset）、“旧水塔”（Gamla vattentornet）以及“大教堂学校”等。进入21世纪之后，许多建筑物开始融入一些不同的风格，如：“林雪平教区及郡立图书馆”（Linköpings stifts- och landsbibliotek）、“王后塔”、“麦德维中心”（Mjärdevi Center）和“克罗埃塔中心”（Cloetta Center）等全部都采用了现代的建筑风格。
林雪平城区经过多年的建设后，在地理形态上呈现一幅倒“V”型的布局。中部的一大片空白区域是由原先的军事操练区域改建而成的自然保护区，保护区裡有大片橡树林。这片空白区域极大地妨碍了东西两部分城区的交通联系。为此，最近市政府继续扩展城区东南翼的计划招致了一片批评之声。批评者认为这种规划将会导致城市分裂，居民区在东南，工商业区在北，而大学区却在不便抵达的西部。
林雪平城区内的绿化和公园建设相对来说建设得很不错，而且布局合理，使得大多数居民都极易接近。大公园“花园社会”（Trädgårdsföreningen）坐落在中心城区的核心地带；“吕德森林”（Rydsskogen）和“瓦拉森林”（Valla skogen）都在早些时候成为了自然保护区。不过为改善城市东西部交通问题而拟定中的穿过瓦拉森林的“通衢”或“瓦拉路”方案一直在周而复始地争论之中，至今还没有定论。

## 文化生活

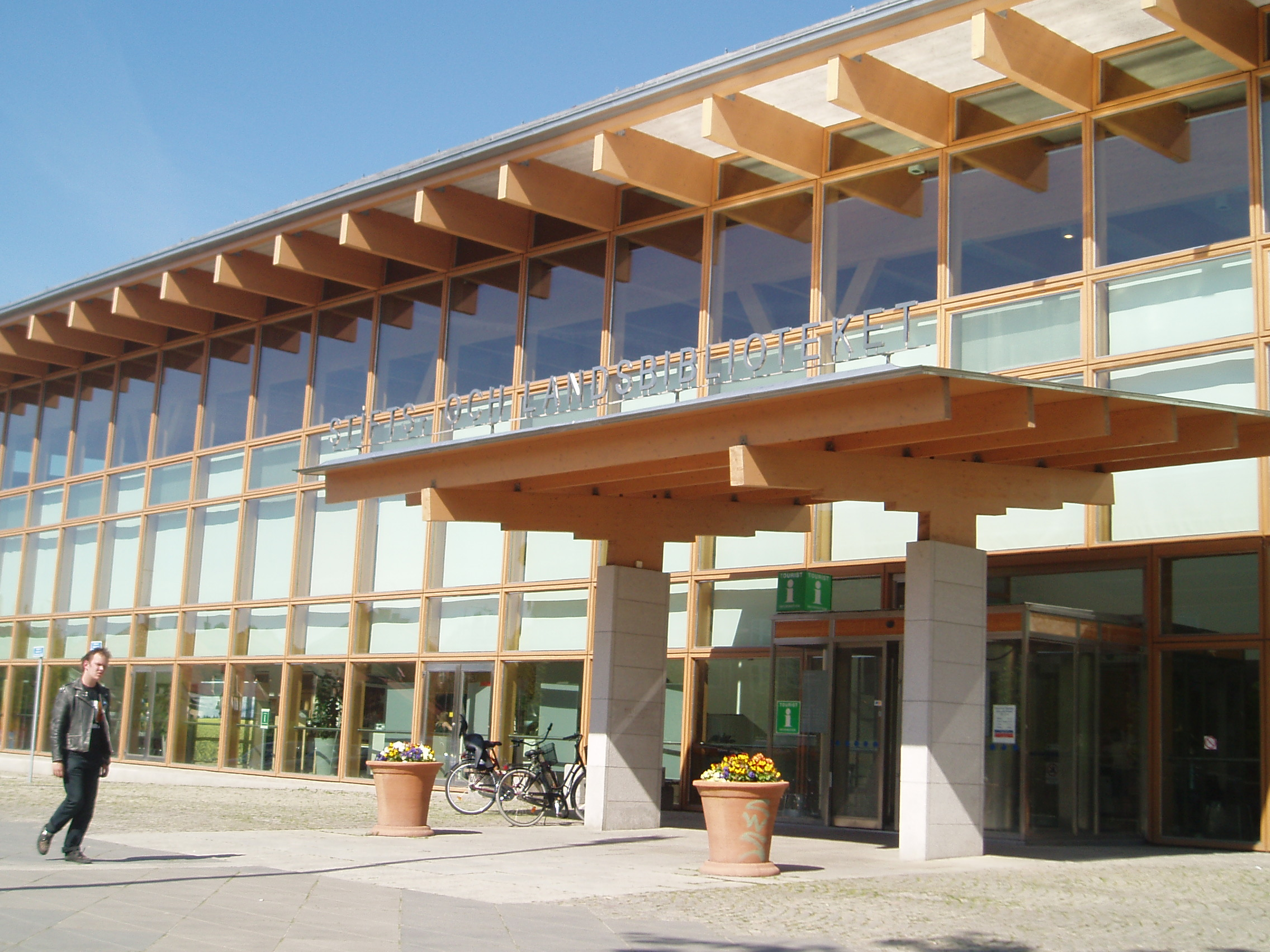
新图书馆主入口

1996年9月，在遭遇了一场严重的火灾后，林雪平图书馆大楼700余年的历史以不够完美的结局画上了句号。不过此后不久，一座新的图书馆大楼就又在原址上动工重建，并在2000年3月重新向读者开放。新的图书馆大楼没有沿袭传统，而是采用了明快现代的建筑风格。这使得这座建筑显得十分显眼。
本市其他的重要文化设施或团体还有：东约特兰郡立博物馆（Östergötlands länsmuseum）、东约特塔剧院（Östgötateatern，时常有青少年合唱团在此演出）、艺术长廊以及林雪平交响乐团等。林雪平培养出了许多具有很高造诣，堪称国家水平的合唱团体。
许多著名音乐艺人或团体都最初的职业生涯是在林雪平火车站（järnvägsstationen）附近的一个“路标”（Skylten）的著名音乐表演场所开始的。其中后来成名的有诸如：拉什·温讷拜客（Lars Winnerbäck）、路易斯·霍夫斯滕（Louise Hoffsten）、Pusjkins和雲莓酱（Cloudberry Jam）等。
在林雪平，市民还可造访乐趣溜冰场（Fun SkatePark）。这是目前北欧国家最大的一座混凝土建筑的溜冰场。经常有高水平的国际滑冰比赛在此举办。
林雪平的城市日报——东约塔通讯（Östgöta Correspondenten，简称：Corren）最早于1838年开始发行。该报的发行范围遍及东约特兰省西部。本市还曾经有另外一份日报——东约特（Östgöten），该报系由瑞典社会民主党拥有，不过在90年代初因故停办。
本地的电视频道名为“零壹”（NollEttan），脱胎于1996年至1997年间由本市的公益住宅公司和城市能源公司共同创办的信息频道。该频道现在则播报本地体育、新闻等更多方面的节目。最初该频道节目的信息报道范围仅限于与林雪平当地有关的内容，不过多年以后的今天，该频道的报道的信息范围已经扩展到了整个东约特兰省。

## 教育

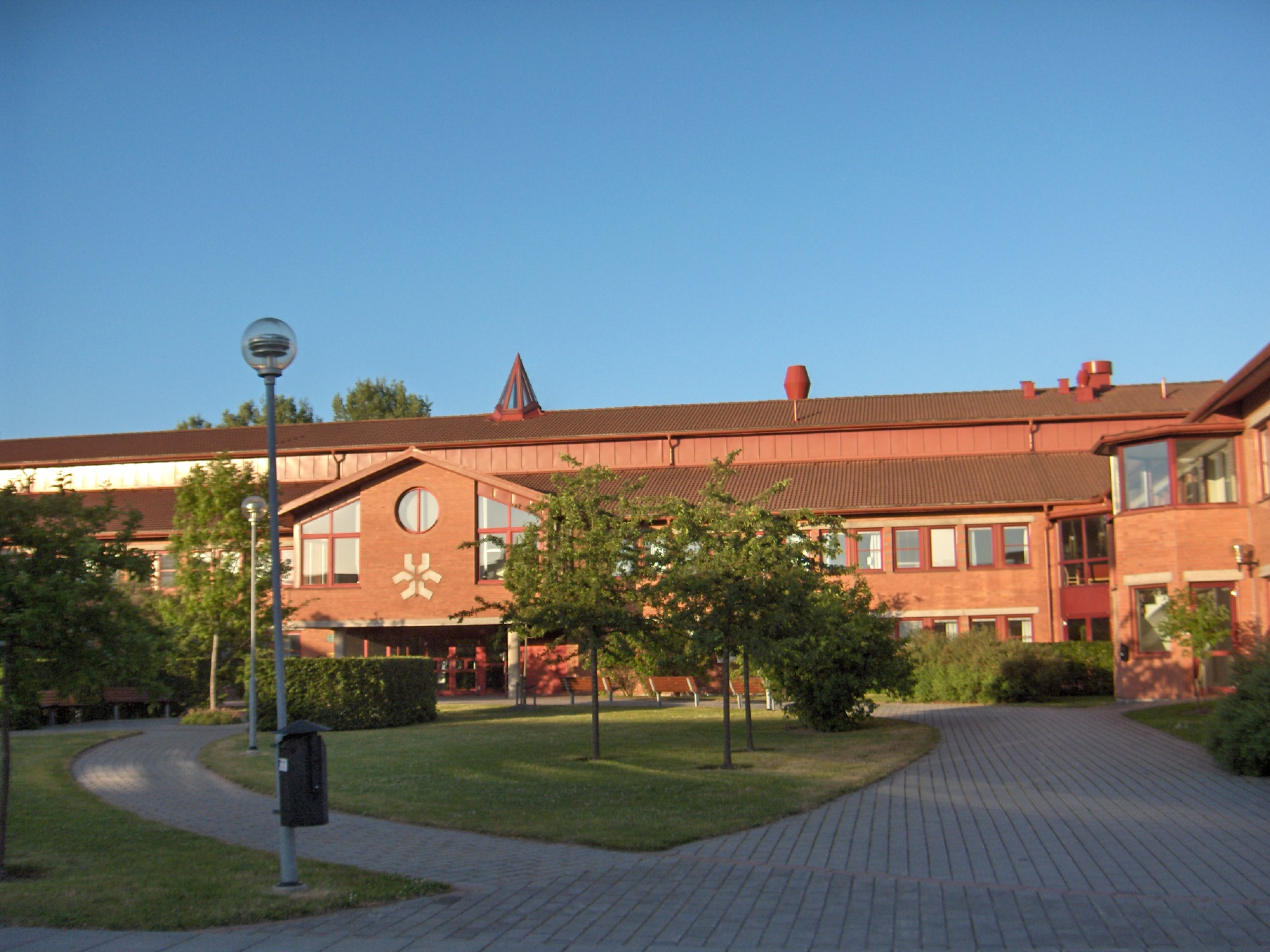
林雪平大学

林雪平自教堂设施在本地建成以来，就已经具备了学术城市的一切要素。而今，本市仍然是瑞典全国最大的大学城之一。林雪平大学目前有学生约2万7千余人，是瑞典较大的国立大学之一。该大学在邻近城市北雪平也建有一座校区（林雪平校区）；在林雪平本地则主要拥有医学院为主的US校区（大学医院校区）和作为大学主校区的瓦拉校区（Campus Valla）。
林雪平也还建有一定数量的“高等学校”（gymnasieskola），如：使建于1627年的林雪平大教堂学校（Katedralskolan）、国民青少年学校（Folkungaskolan）、安德斯·永斯泰特高等学校（Anders Ljungstedts gymnasium）和伯齐利厄斯学校（Berzeliusskolan）等。其他教育模式下的代表性学校则为：瓦拉国民技术学院（Valla folkhögskola）。

## 经济

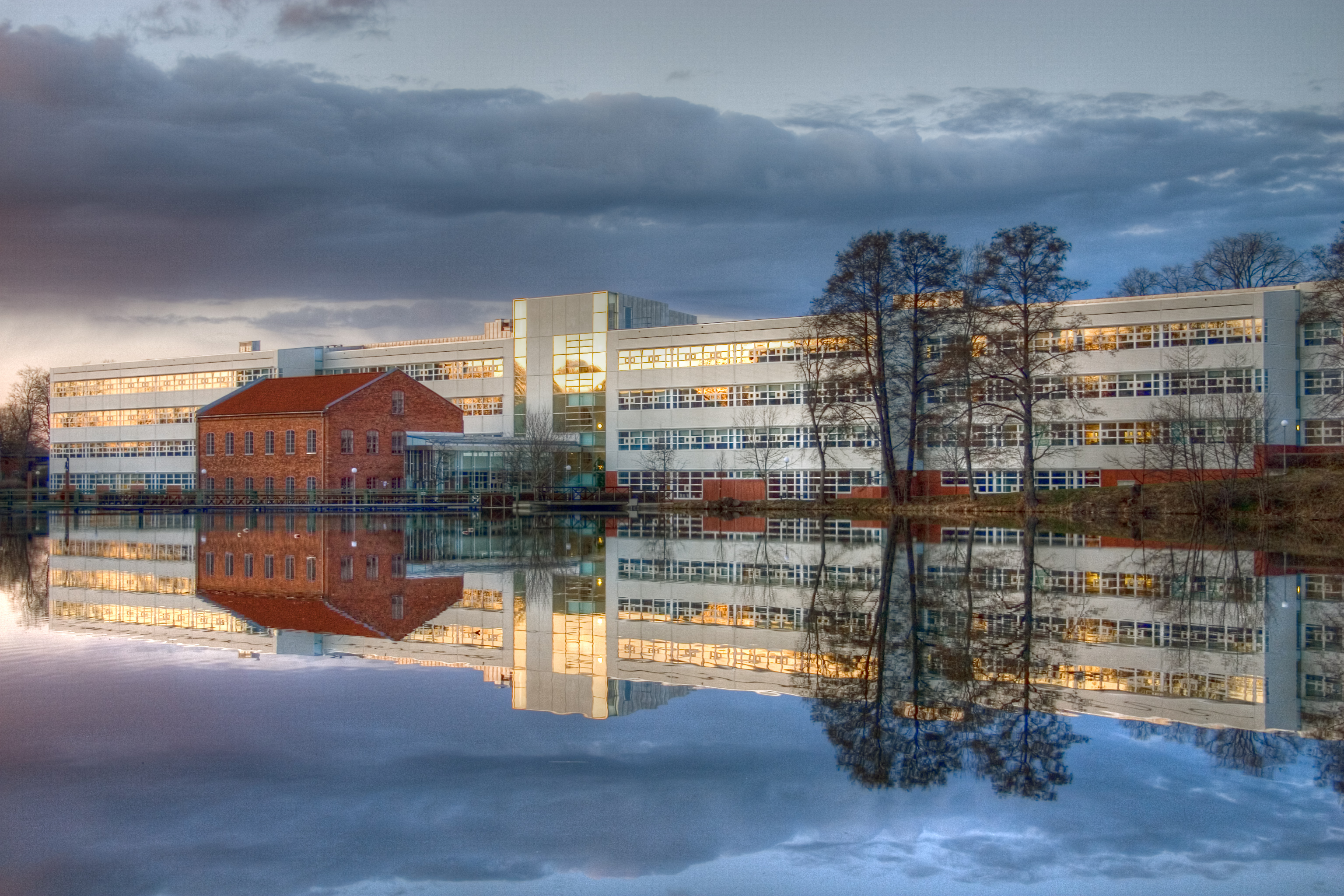
斯通河（Stångån）畔的林雪平公用事业技术公司

林雪平的企业大都从事科技产业。其中犹以紳寶公司（Saab）以约4900名雇员（2003年统计）的规模在本地独占鳌头。著名电话公司愛立信（Ericsson）在本市的GSM手机生产厂则约有1100名雇员（2003年）。此外，本市也有一些较为重要的居民日常生活消费品制造企业，如：Arla、Scan等。
麦德维科技园区（Mjärdevi Science Park）是林雪平当地的一座蓬勃发展中的科技产业基地。2005年年底时，该园区内的企业总共已经约有雇员4000余人。该园区也是许多知名科技企业成长的摇篮——工业财务系统软件公司（IFS）、Intentia软件公司（Movex）以及Allegro软件公司（Guda）等IT业的新贵都是在这里產生的。
林雪平最终要的商业零售区域是位于城市正北部屯比（Tornby）区。世界著名家居企业宜家（IKEA）及其旗下的零售业商城宜家大厦、Biltema公司等企业都在这里开设了大型仓储式卖场。屯比区更是在2005年獲得了全瑞典非中心城区商业区营业额第一的桂冠。

## 交通

### 公路
E4号高速公路从林雪平城区北部掠过，并在本市设有西、东北和东三个出入口。使用E4号公路从南部出发向北驶往斯德哥尔摩的司机们，在途径东约特兰省路段时常常产生疑惑，怀疑自己误驶入其他道路了，因为E4公路在这一路段竟然是东西向的。

### 铁路
连接瑞典首都斯德哥尔摩和南部城市马尔默的南干线途经林雪平，因此每天都有大量旅客从这里乘坐X2000前往斯德哥尔摩或向南经马尔默前往丹麦首都哥本哈根。根据目前处于规划中的“东链”（Ostlänken）项目的计划显示，东链建成后，乘火车前往斯德哥尔摩的旅行时间又将缩短一半左右。此外本市还是通往卡尔马（Kalmar）的“斯通奥达尔线”（Stångådalsbanan）和西维克的“舒斯特线”（Tjustbanan）两条线路的始发站。舒斯特线还是瑞典第一条由沼气动力火车负责运营的线路。

### 航空
飞机对于林雪平来说，意义非比寻常，因为紳寶（Saab）公司对于本市影响深远。林雪平拥有两座飞机场，一座是位于城区东部稍南的民用的紳寶（SAAB）机场，另一座是位于城区西部稍北马勒姆斯莱特（Malmslätt）区的军用马勒姆（Malmen）机场，后者同时还是瑞典军方的直升飞机机场。因为林雪平以及其近邻北雪平的飞机场都面临着经营收益问题，所以近年来两座城市一直在讨论在两城之间的某地新建一座共有的民用机场，以替代各自经营不善的机场，以期合并客流量，保证收益的计划。不过新建机场所需的巨额投资一直是影响这一计划的一大消极因素。

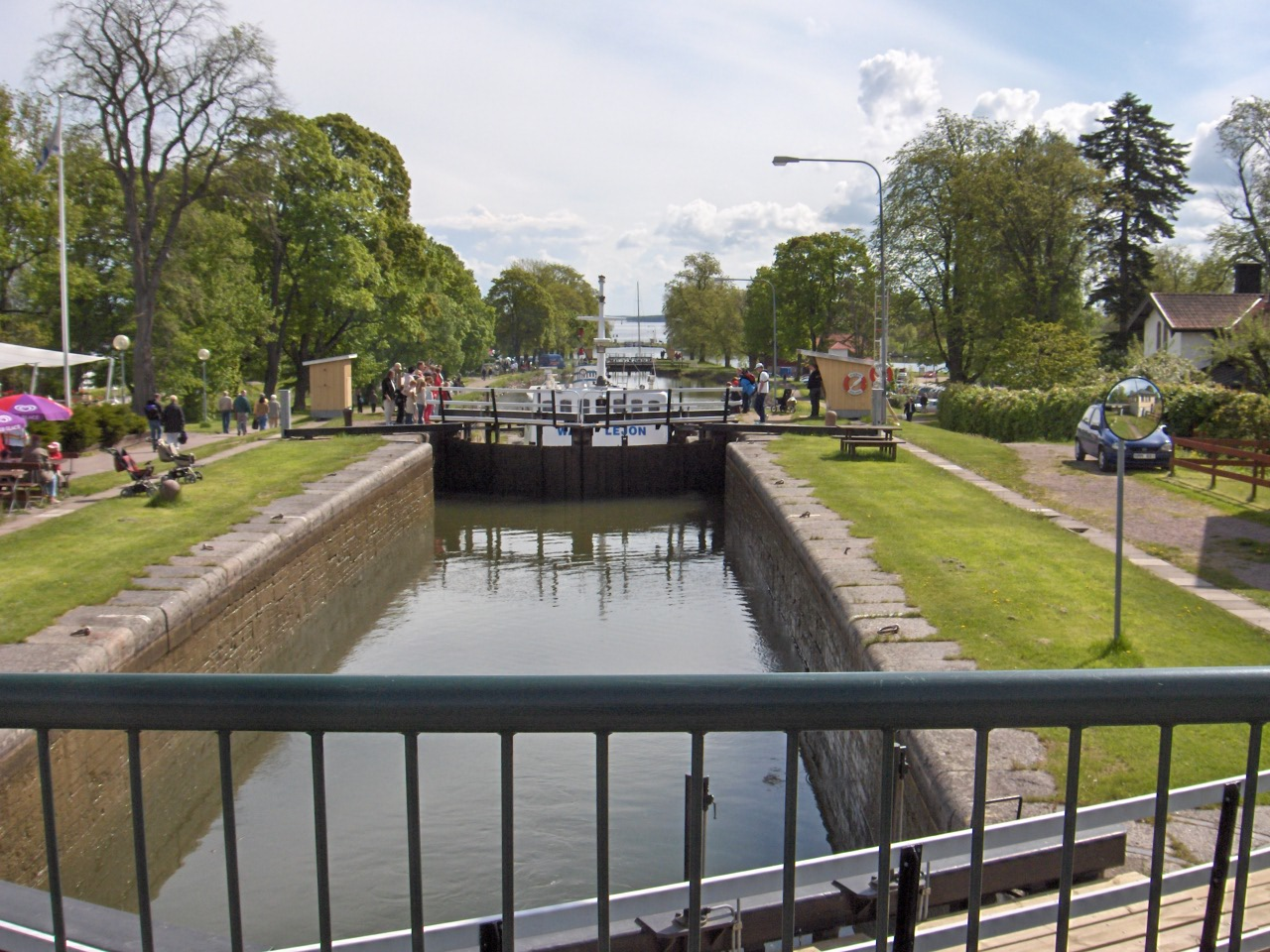
林雪平城北贝里区的约塔运河船闸

### 内河航运
约塔运河流经林雪平，并在辖境内约有10公里的长度。该运河把罗克森湖（Roxen）和穆塔拉河（Motala）沟通，因而使得斯德哥尔摩和瑞典西南重要城市哥德堡（Göteberg）之间得以进行内河航运。约塔运河在流经林雪平城区北部的贝里区段，也就是运河进入罗克森湖的入口段上建有一系列船闸。此地同时也是著名的夏季休闲目的地。约塔运河和斯通河（Stångån）从罗克森湖起南向流过林雪平。

## 国家直属机构
瑞典国家法医学实验室（Statens kriminaltekniska laboratorium，缩写为：SKL）驻林雪平工作站，正对面则为的瑞典军方驻本市的卫戍区。法庭医学局（Rättsmedicinalverket，缩写：RMV）警察局、地方法院（tingsrätt）、以及地方检察院（åklagarkammare）等机构都聚集在旧卫戍区裡的“法院中心”（Rättscentrum）裡。
建于1975年，主要从事道路交通规划和物流运输等方面的研究的“道路和交通研究所”（Väg och trafikinstitutet，缩写：VTI）、国防研究所（Försvarets forskningsinstitet，缩写：FOI）、国防材料局（Försvarets Materielverket，缩写：FMV）等机构也都在林雪平设有研究机构，国防材料局的航空材料检测和改进机构更是完全建立在本市的马勒姆机场附近。

## 军事基地
林雪平是瑞典空軍的摇篮。1912年，在马勒姆兴建的卡尔·塞德斯特罗姆飞行学校即是现在的马勒姆F3空军基地的前身。绅宝（Saab）航空航天公司1937年在林雪平建立，开始从事飞机的设计和制造工作。现在，马勒姆区建有航空武器博物馆（Flygvapenmuseum）和“东约特直升飞机基地”。
其他设在本地的军事设施还有“T1兵营”、炮兵营地A1、I4、I5、Lv2等。卫戍区在本市的新城区里划有一块专用区域，而原有的老兵营则改作其他用途。卫戍区外还设有一座卫戍区博物馆（Garnisionsmuseum）。

## 体育俱乐部
- 林雪平曲棍球俱乐部（Linköpings Hockey Club，LHC），成立于1976年
- 林雪平足球俱乐部（Linköpings FC），瑞典女子足球甲级联赛的成员。
- 林雪平徒步越野俱乐部（Linköpings OK）
- 瓦拉-林雪平大学排球队（Team Valla-LiU）
- 林雪平排球俱乐部（Linköpings Volleyball Club, LVC）

## 本市名人

### 历史名人
- 永斯·贝采利乌斯（Jöns Jacob Berzelius），化学家，化学元素符号的创立人之一。
- 汉斯·布拉斯克（Hans Brask），主教
- 亨里克·伯恩哈德·帕勒梅尔（Henrik Bernhard Palmær)，东约特通讯（Corren）日报社的创建人。
- 乌戈·特奥雷勒（Hugo Theorell），医药学家，诺贝尔奖获得者

### 当代名人
- 比昂·埃里克松（Björn Eriksson），郡长
- 路易斯·霍夫斯滕（Louise Hoffsten），布鲁斯／摇滚歌手
- 托马斯·约翰松（Thomas Johansson），网球运动员

## 图片欣赏

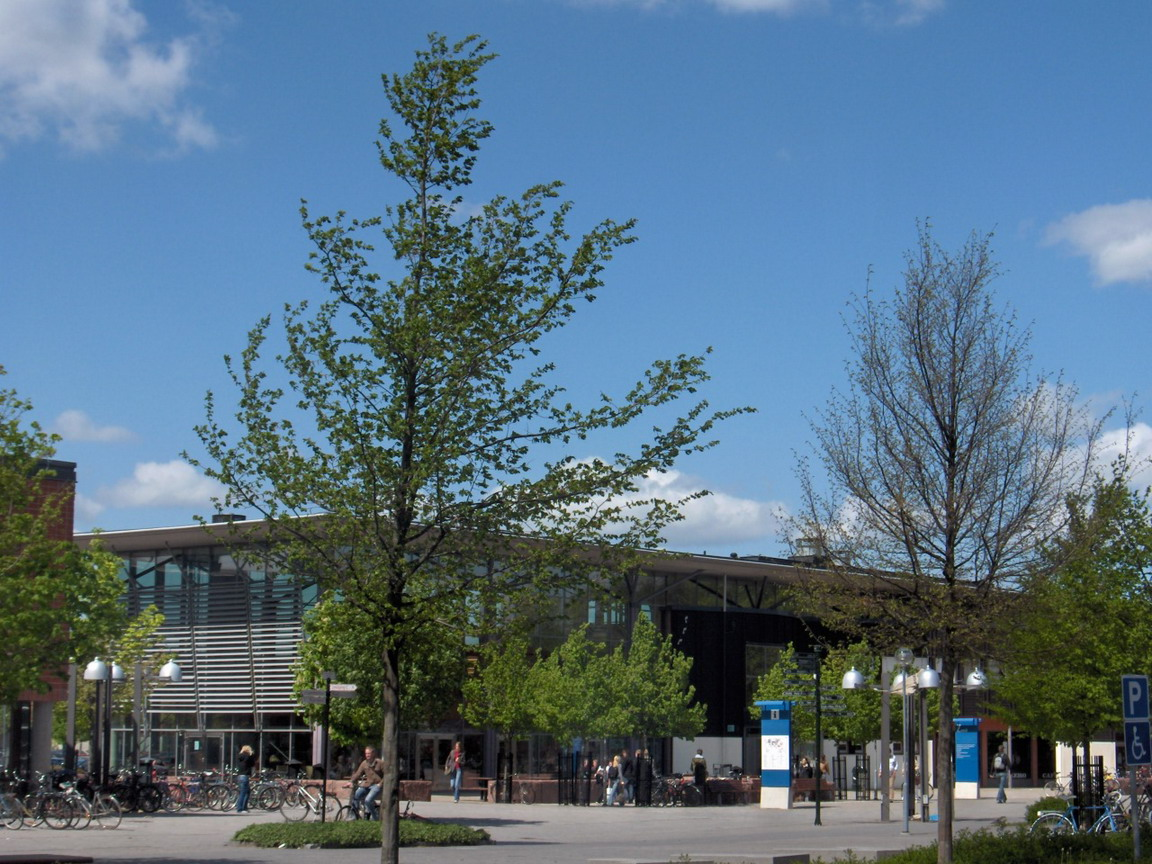
林雪平大学的国际学生办公室所在地-Zenit楼
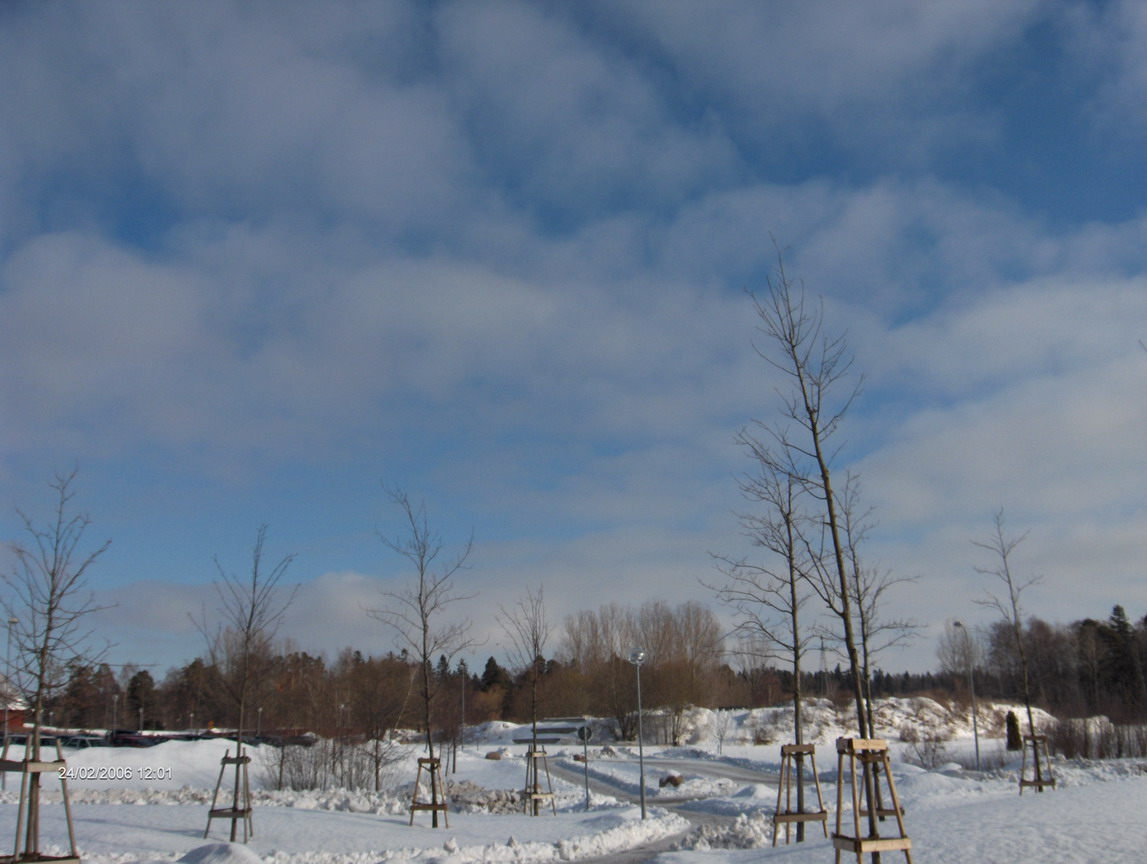
大雪过后的瓦拉森林
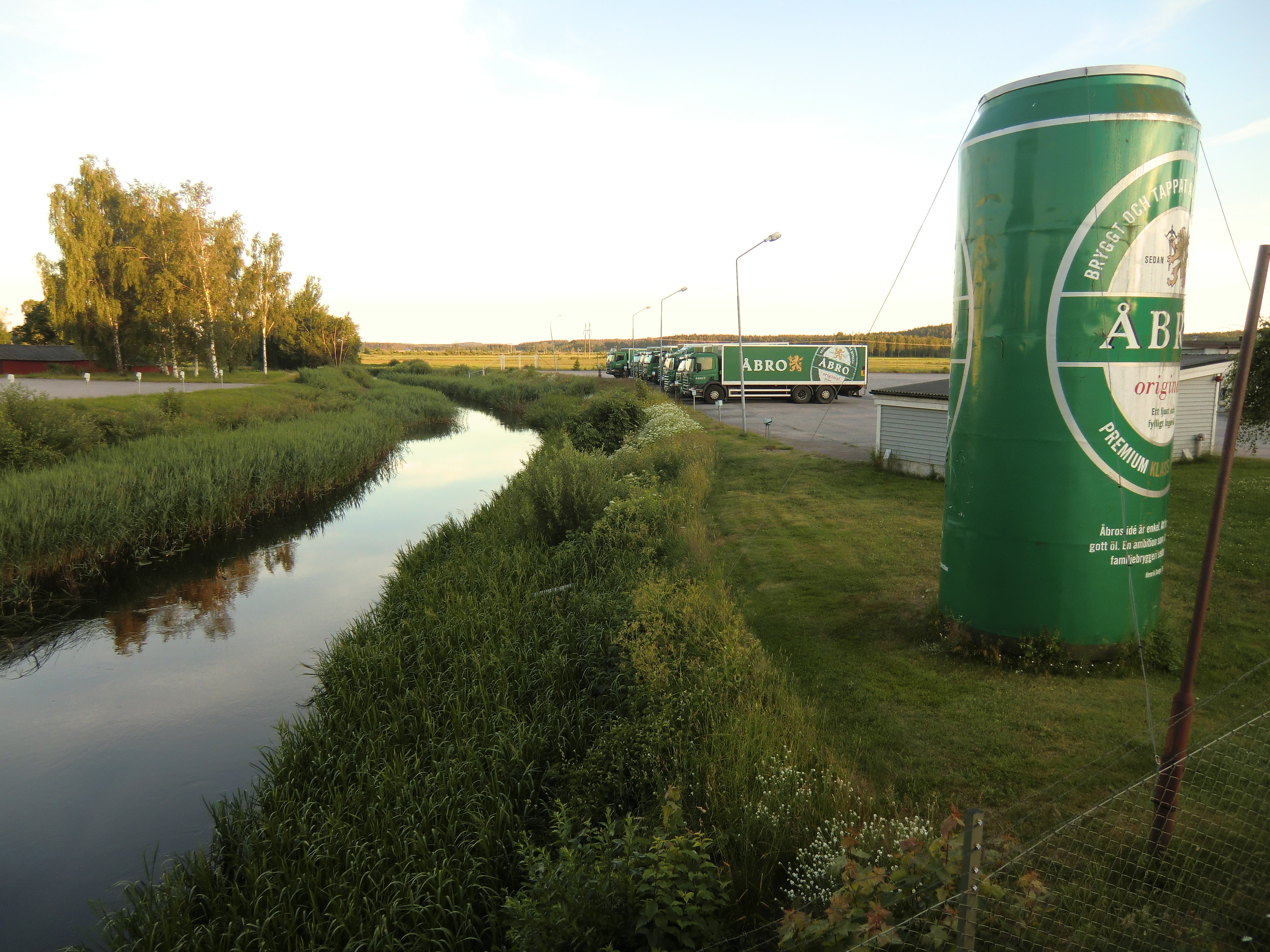
市区内的Stångån河段
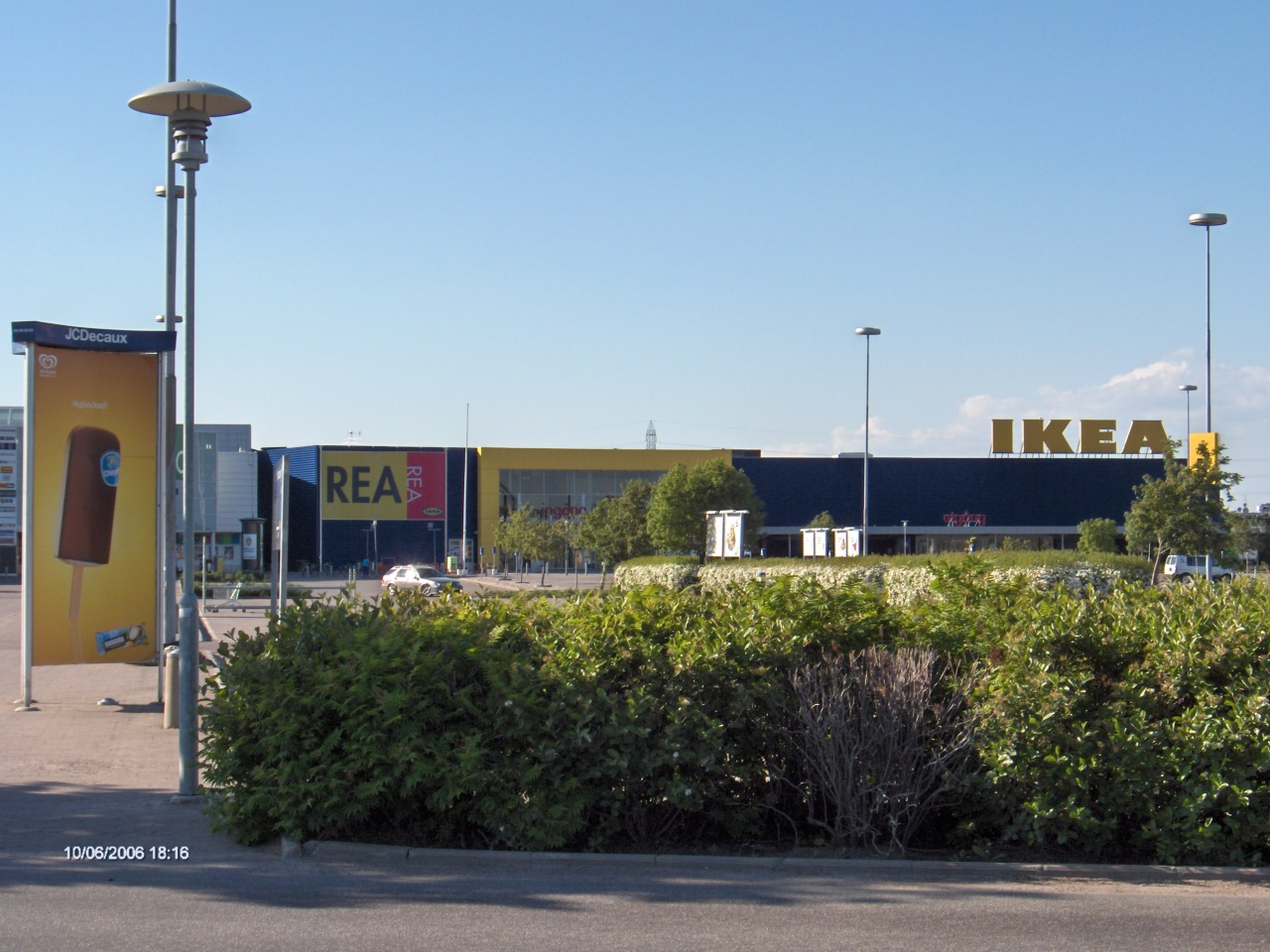
屯比（Tornby）商业区的宜家家居卖场
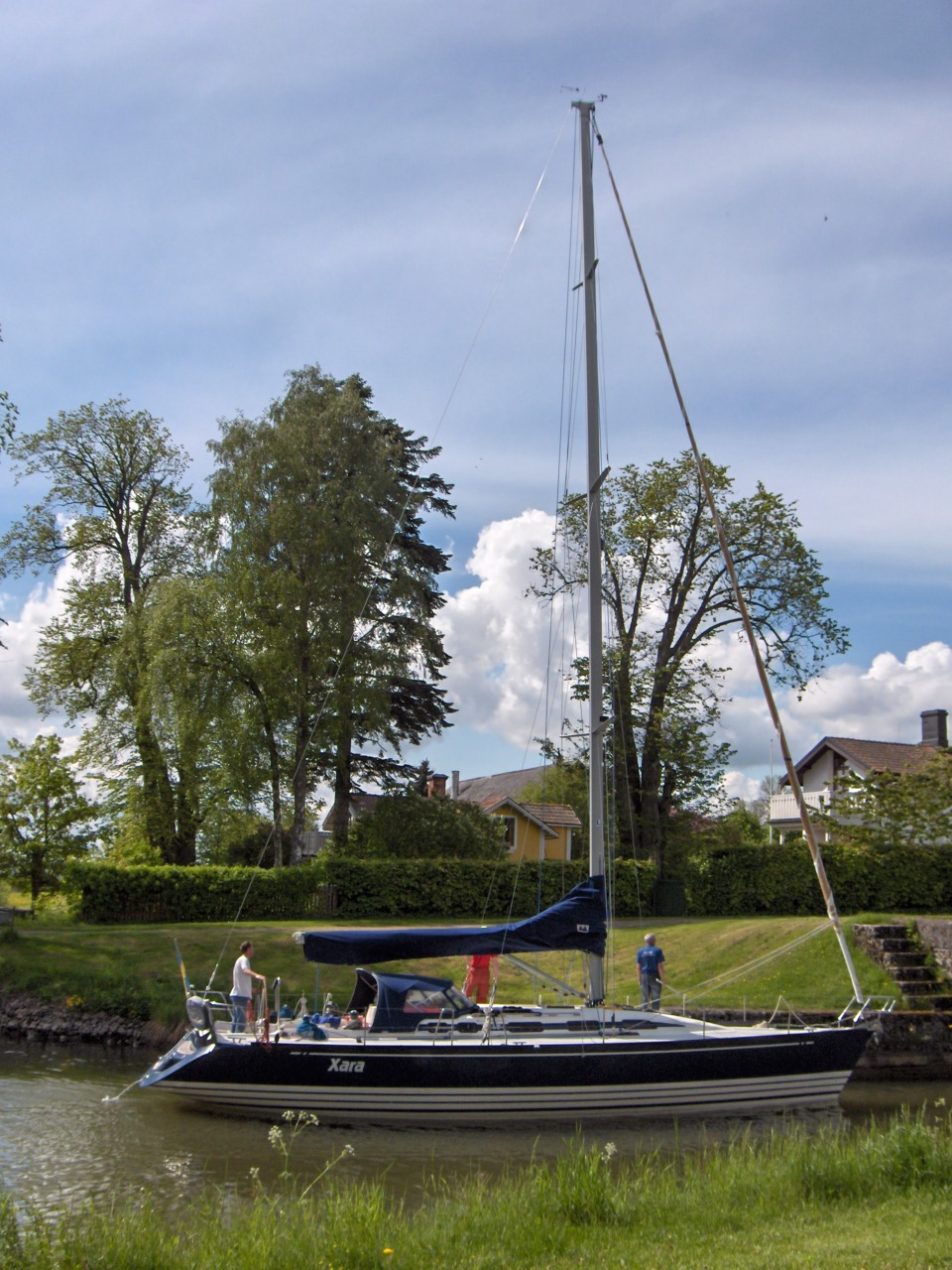
正在通过约塔运河贝里（Berg）段船闸的帆船
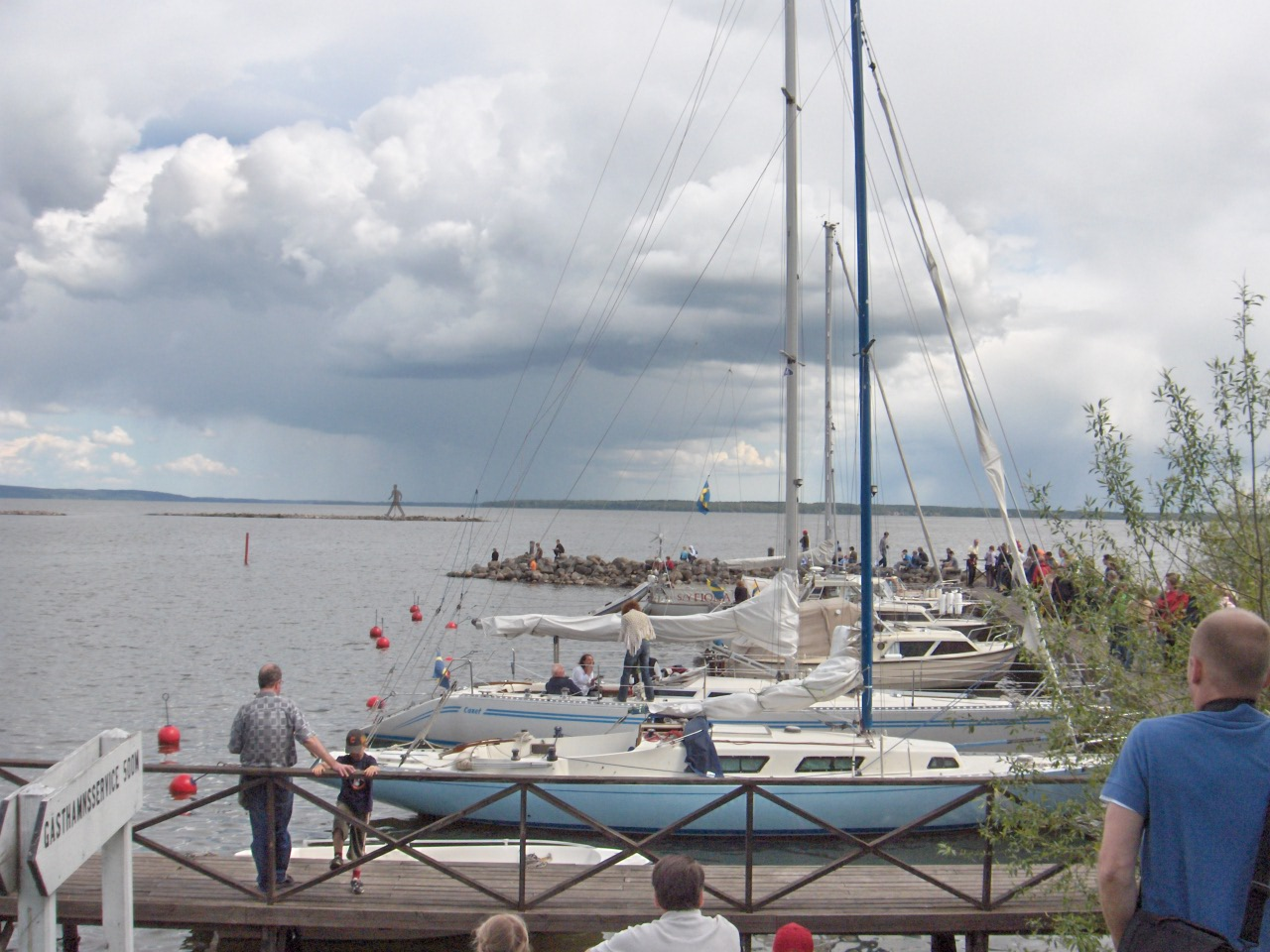
从贝里方向看罗克森（Roxen）湖
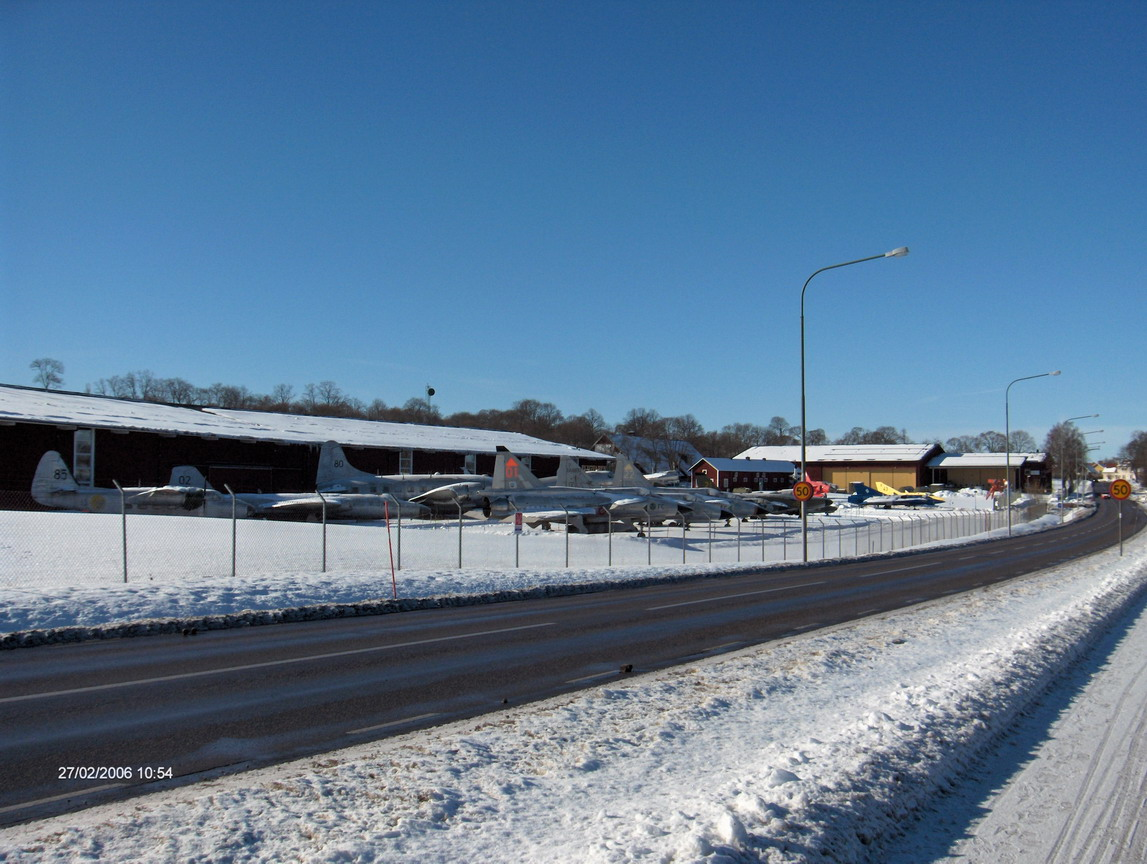
航空武器博物馆外景
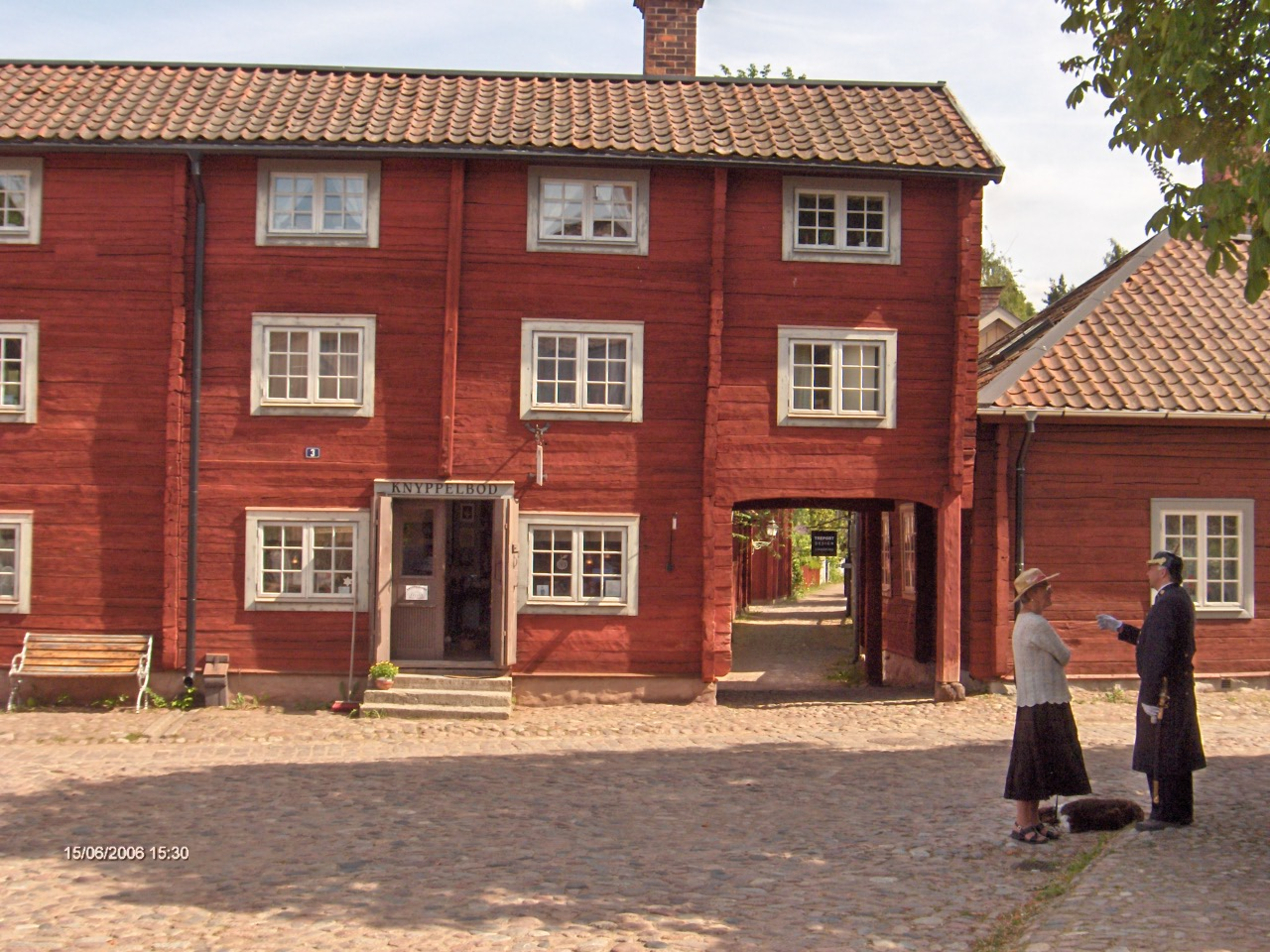
老林雪平（Gamla Linköping）的旧式建筑以及身穿旧式警察制服的旅游服务人员
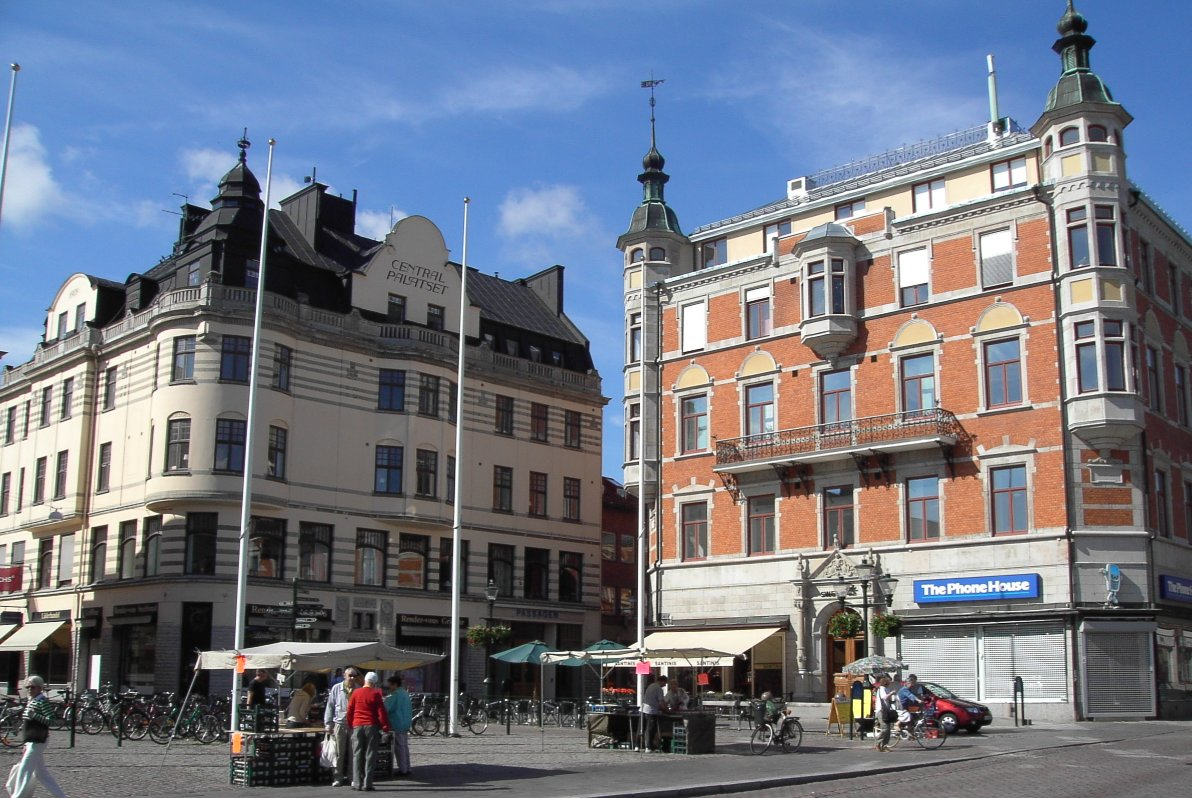
大广场南侧
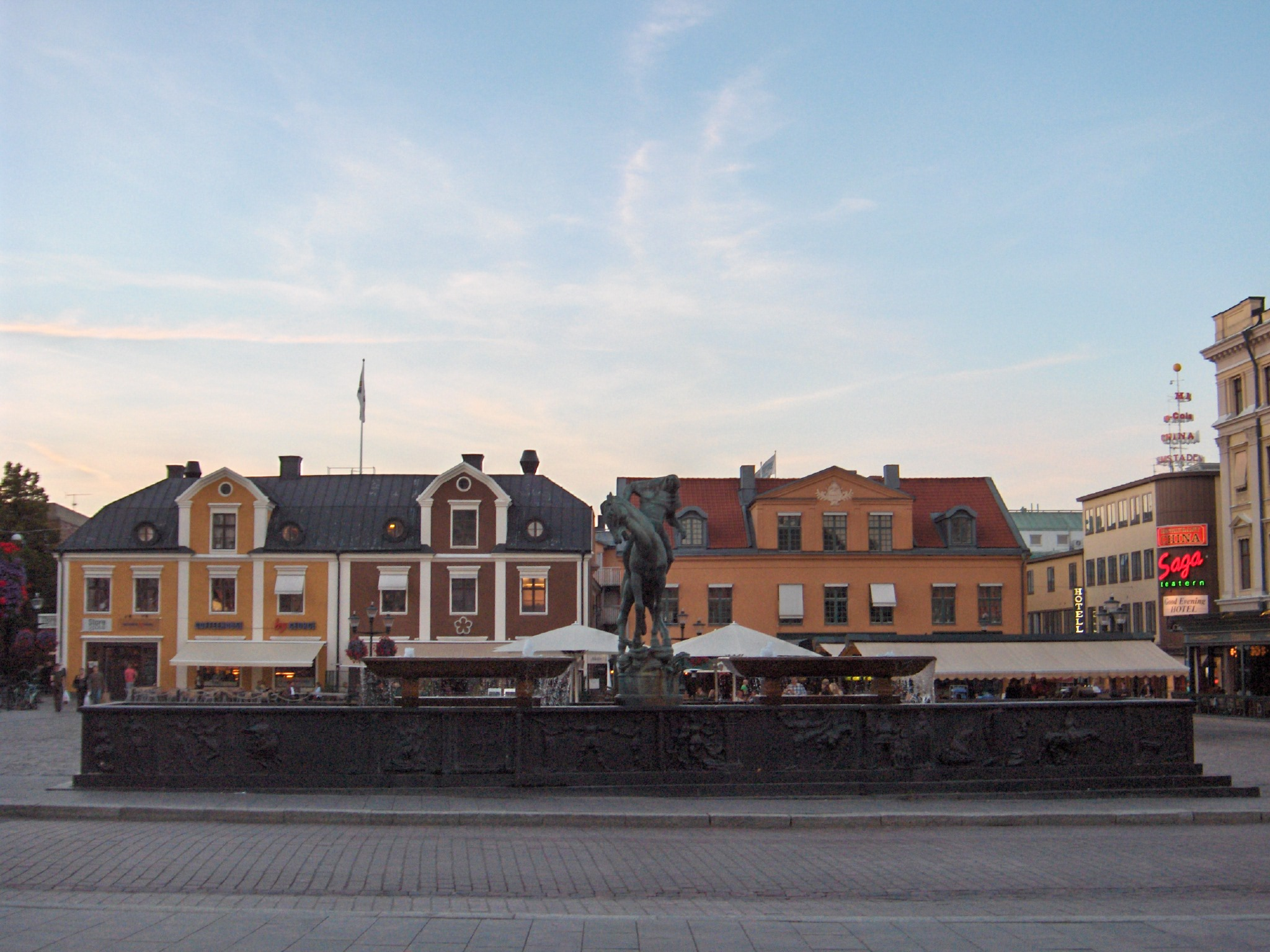
大广场北侧
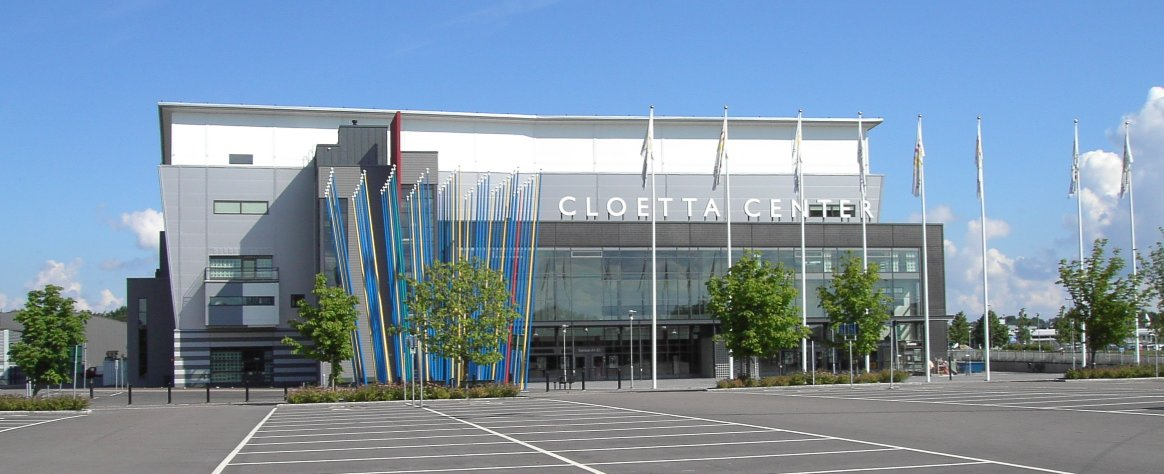
冰球馆-克罗埃塔中心
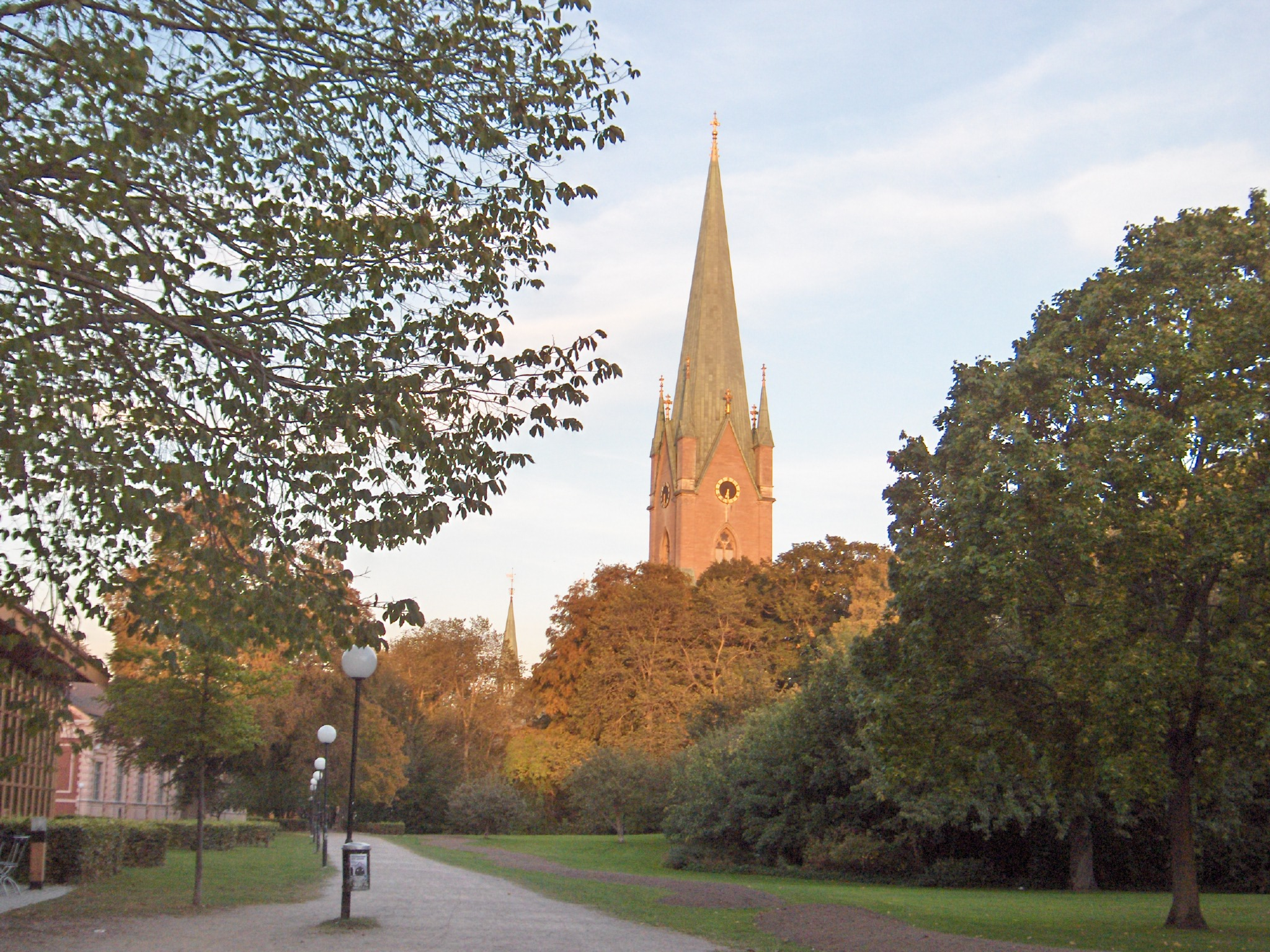
穹顶教堂
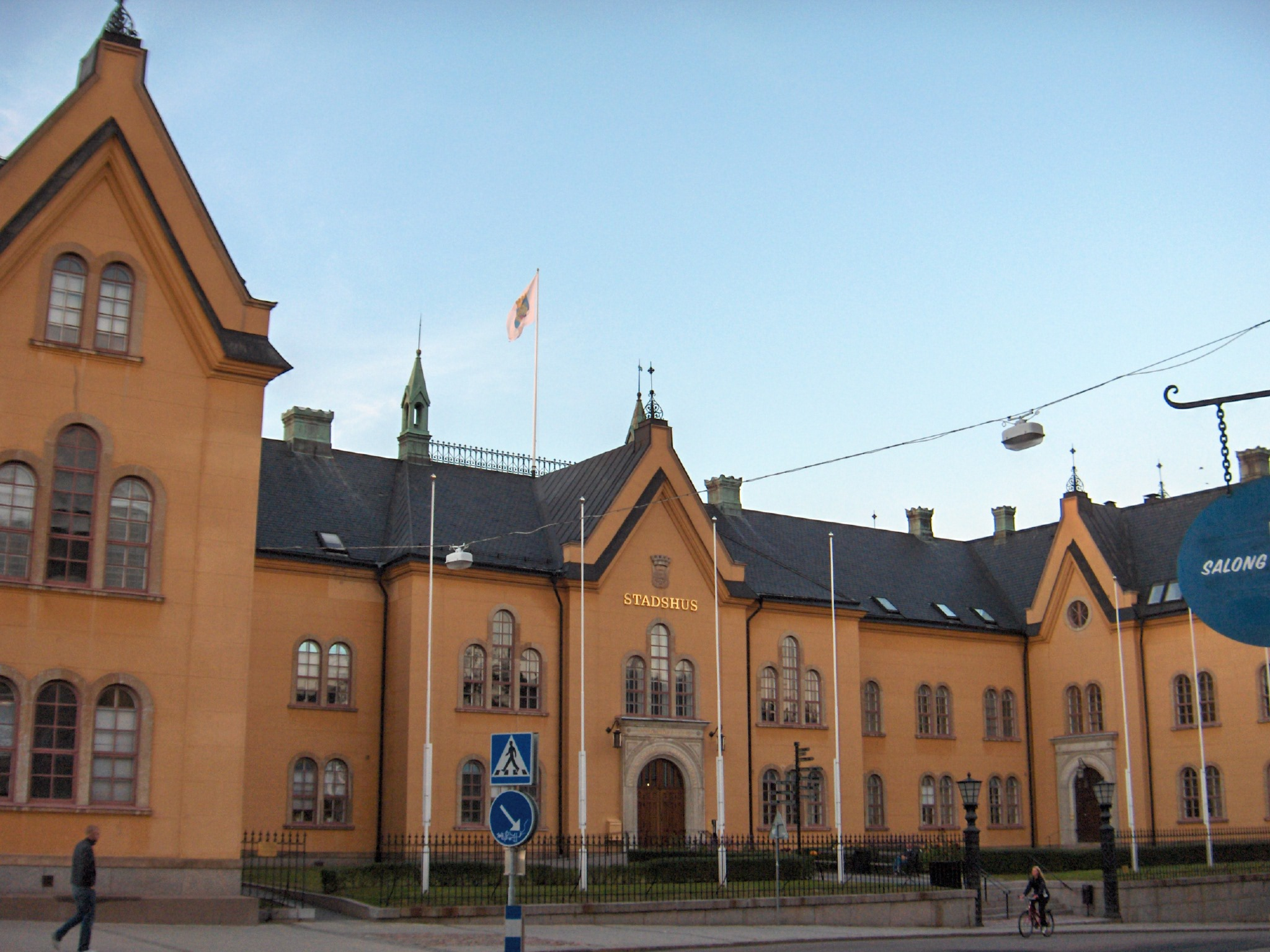
市政厅
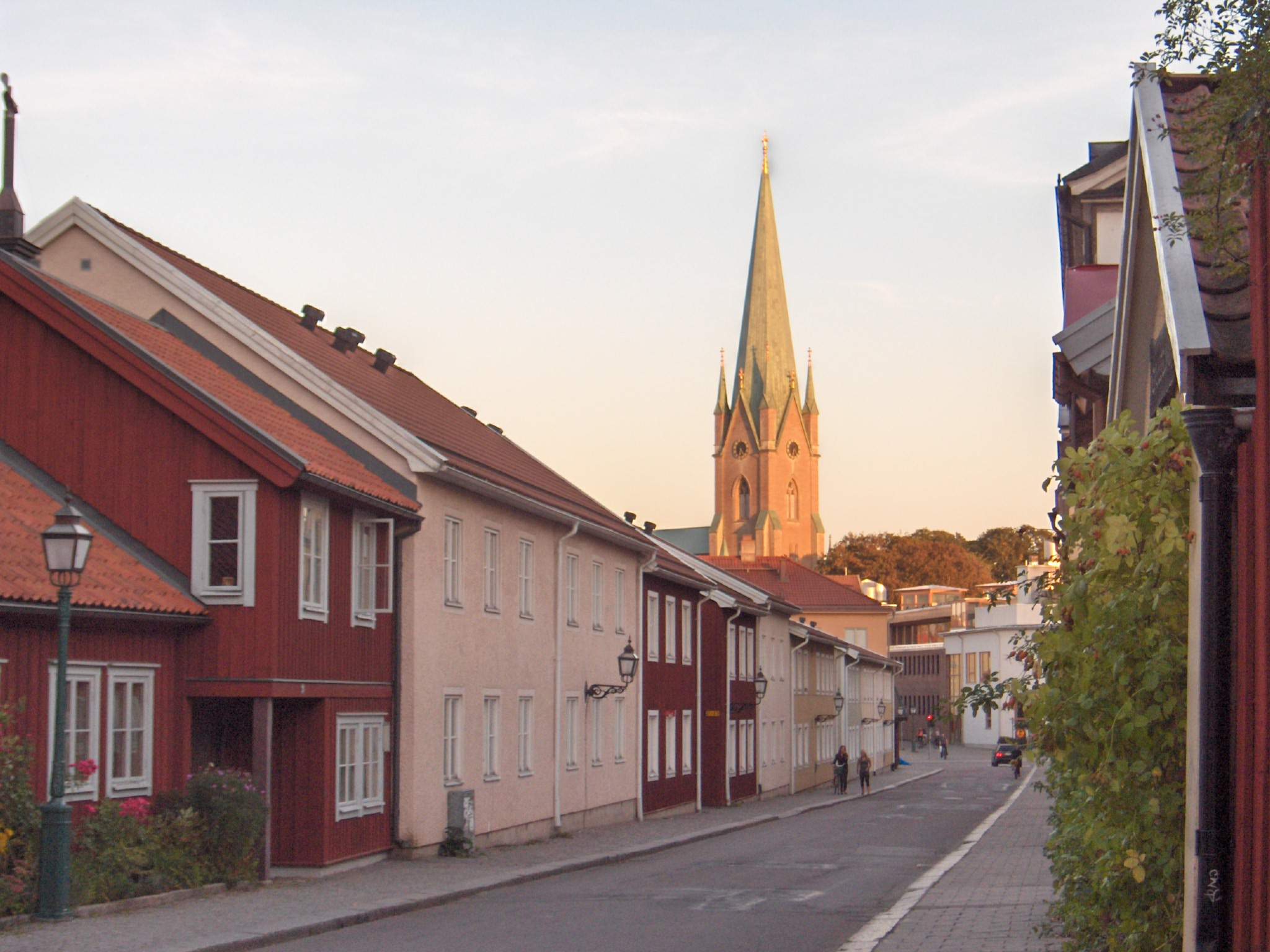
几乎随处可见的穹顶教堂塔楼
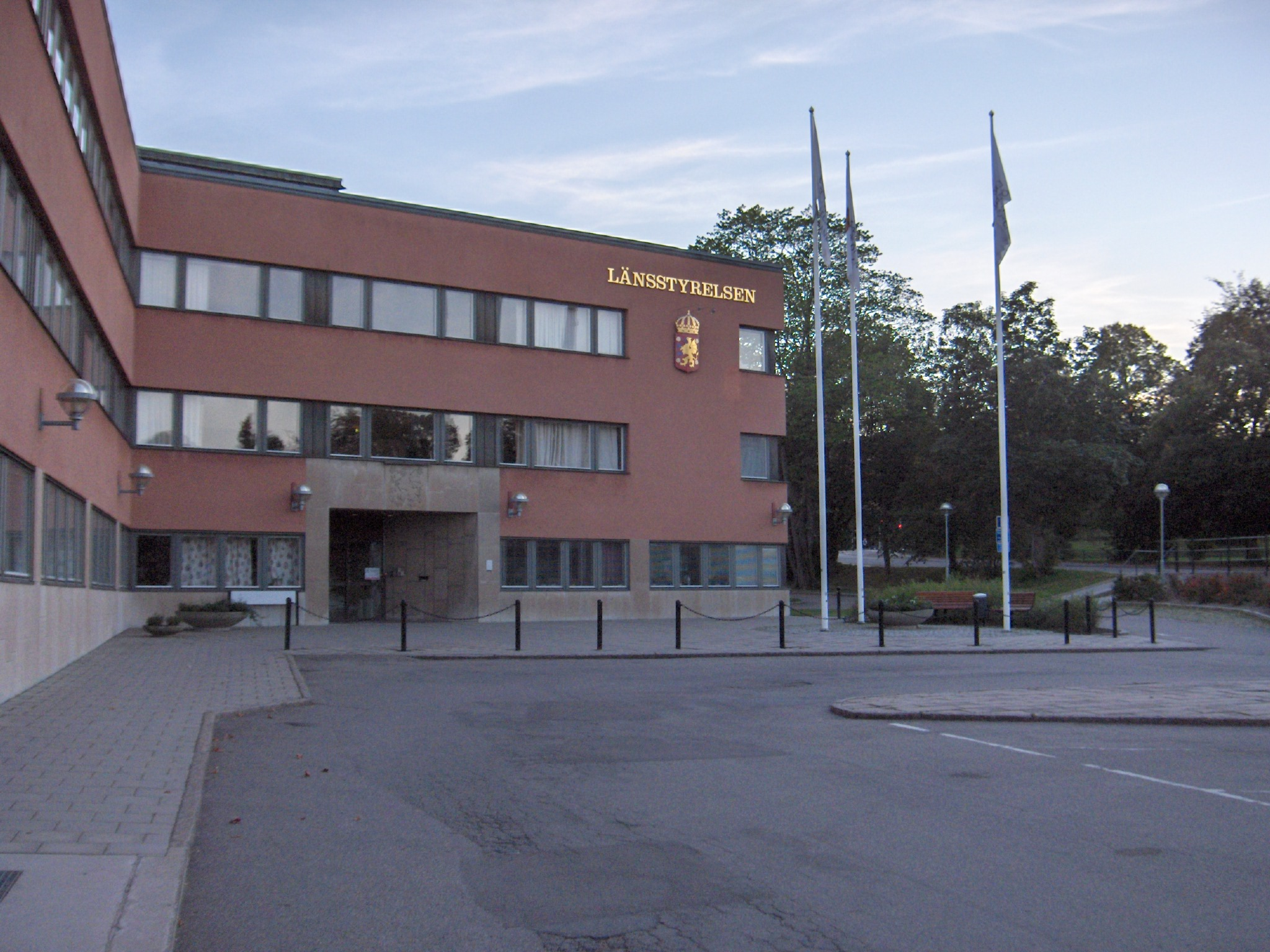
东约特兰郡郡政府
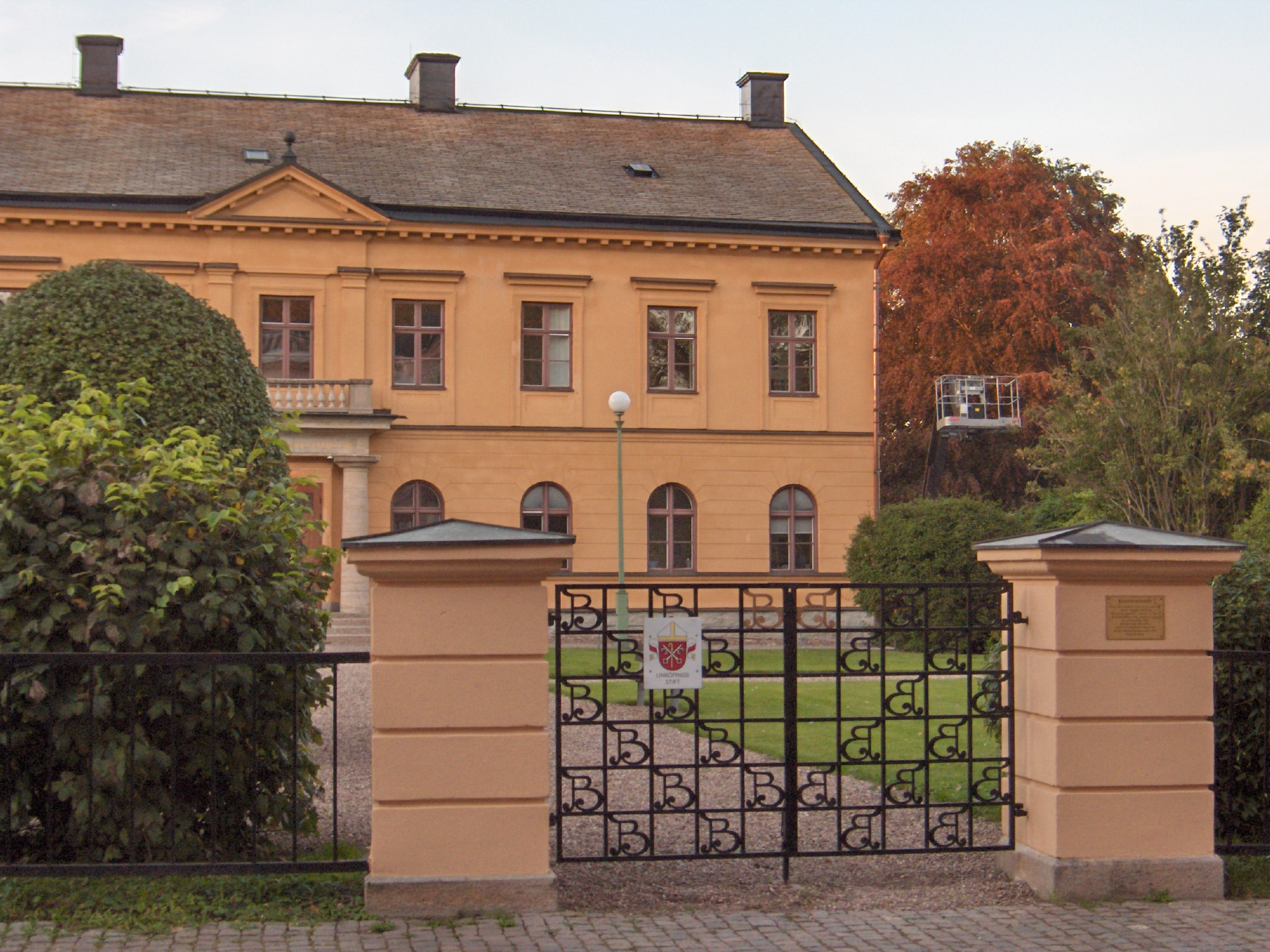
现在的主教府

## 友好城市
- 丹麦罗斯基勒
- 芬兰约恩苏
- 冰島伊萨菲亚扎拜尔
- 挪威滕斯贝格
- 奥地利林茨
- 義大利彼得拉桑塔
- 立陶宛考纳斯
- 羅馬尼亞奥拉迪亚
- 澳門
- 尼加拉瓜埃斯特利
- 坦桑尼亚莫罗戈罗
- 美国加州帕洛阿尔托